# Mont Doville
Le mont Doville est une montagne du Massif armoricain. Elle est située dans le département de la Manche, sur la commune de Doville. Il culmine à 129 m d'altitude. Les soldats américains y ont défait des positions allemandes entre le 3 et le 10 juillet 1944 pendant la bataille de La Haye-du-Puits. Il fait partie d'un ensemble de petites montagnes encerclant la ville de La Haye-du-Puits et surnommé « clos du Cotentin ».

## Toponymie
Le mont porte le nom de la commune sur lequel il est situé. Les formes les plus anciennes montrent que deux appellations s'appliquaient à ce village au Moyen Âge :
Dodville 1082, Dovilla v. 1280. Doville, apparenté à Douville (Eure, Dotvilla 1028-1033) signifie « ferme de Doto ou Dodo », nom d'homme germanique, hypocoristique du terme dod. Sans rapport avec Deauville (Calvados).

## Géologie
Le mont est constitué de grès armoricain surmontant des schistes. Ses roches sédimentaires appartiennent à l'Ordovicien, période du Paléozoïque.

## Lieux et monuments
- Église Saint-Martin (XIXe siècle).
- La chapelle Notre-Dame, située sur le mont Doville. Elle n'est plus utilisée depuis la construction de la nouvelle église dans le bourg de Doville. Elle a été récemment restaurée.
- Le moulin, situé également sur le mont Doville, est en ruine.
- L'ancien corps de garde, construit pendant l'Ancien Régime sur le mont Doville, servait de campement aux militaires. L'édifice fait l’objet d’une inscription au titre des monuments historiques depuis 1992[5]. Il est inscrit au  PA00110667.

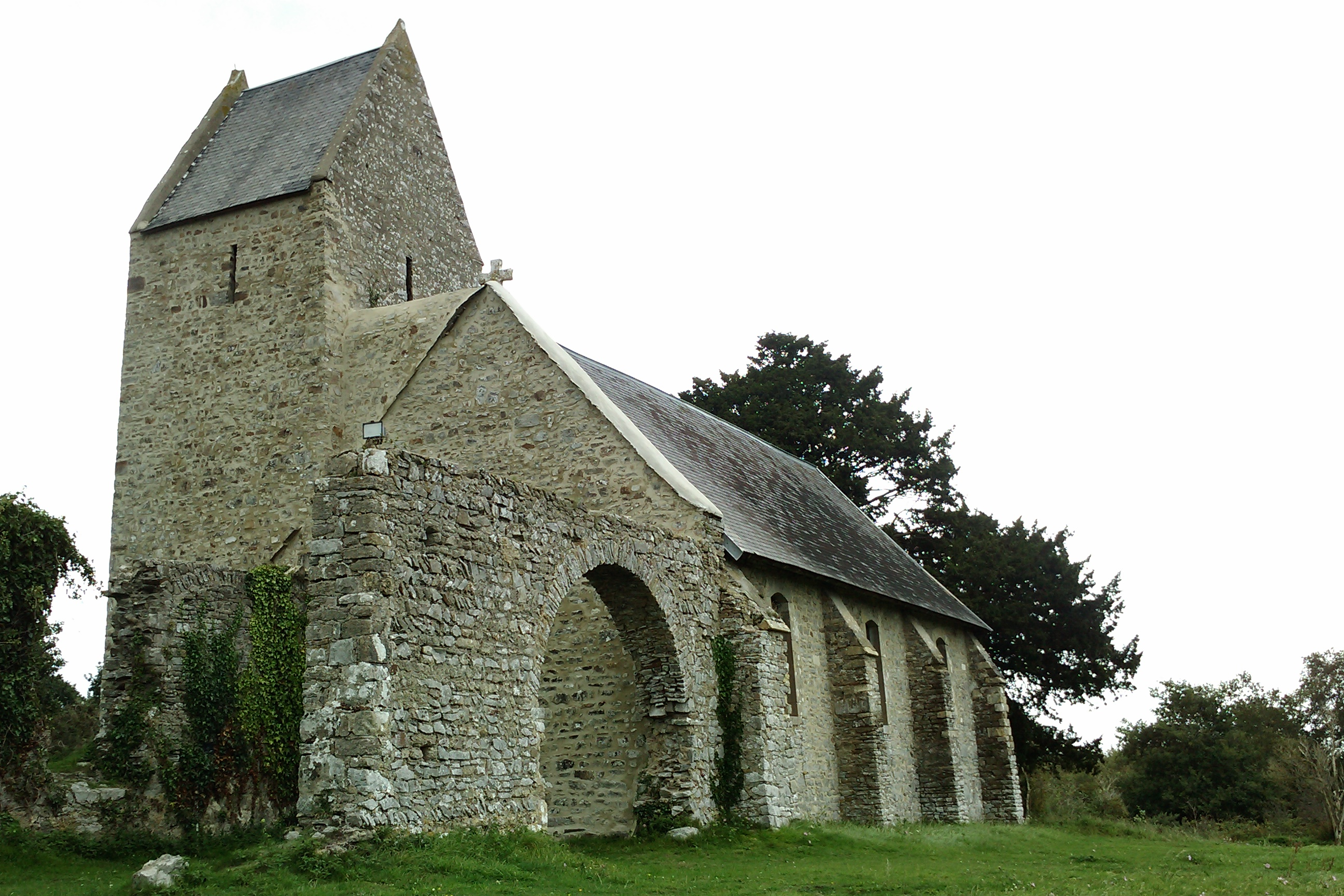
Chapelle Notre-Dame.
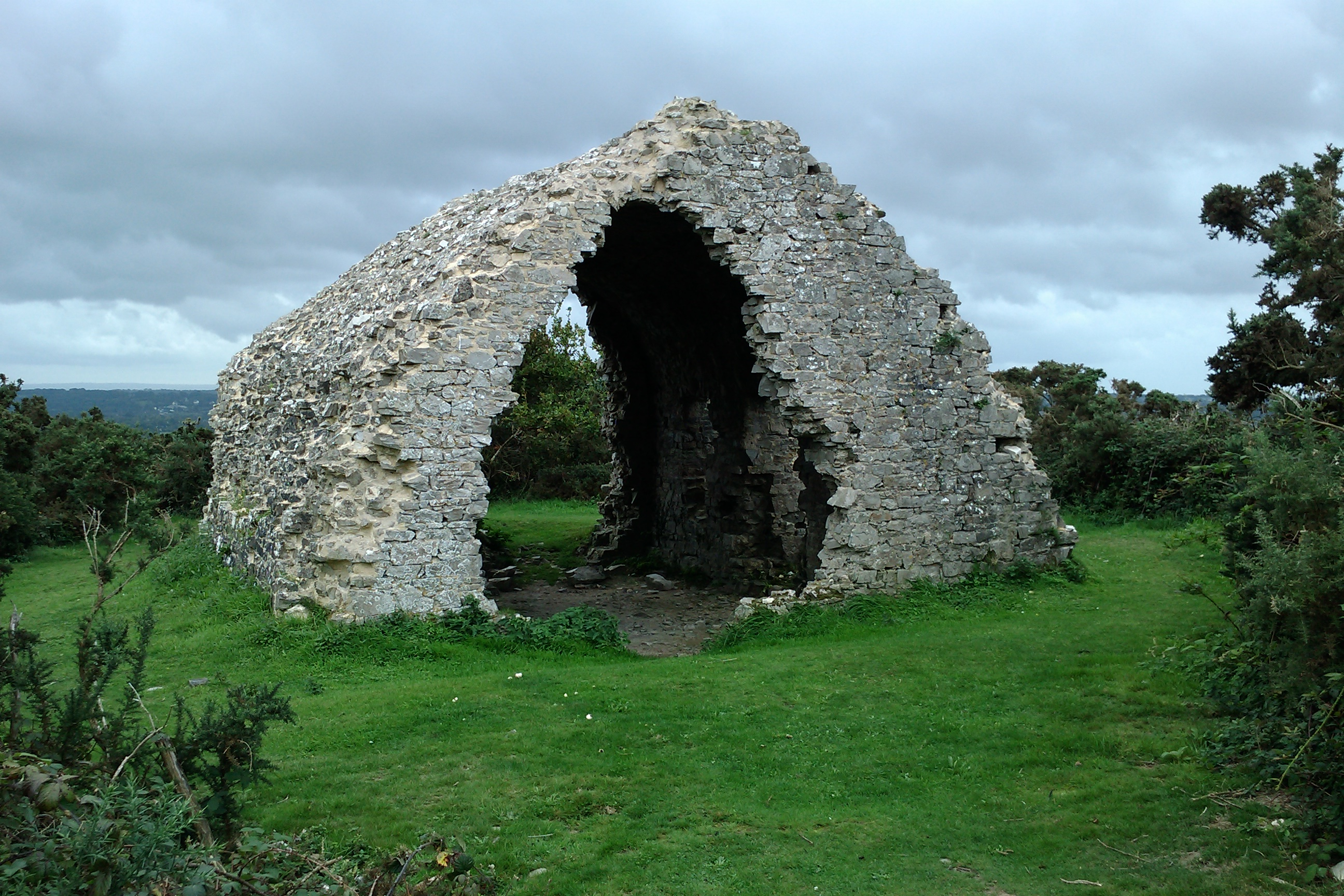
Corps de garde.